# Terratech AB
Terratech AB og Terratech Group AB er et svensk industriselskab med hovedkvarter i Rosersberg, Stockholms län. De driver virksomhed igennem datterselskaberne Sjørring Maskinfabrik, SVAB og Steelwrist, som hver især fremstiller forskellige dele til entreprenørmaskiner. Koncernen har over 400 ansatte.